# پاسگاه (مجموعه تلویزیونی)
پاسگاه (انگلیسی: The Outpost) یک مجموعه تلویزیونی درام ماجراجویی و فانتزی آمریکایی است که حق پخش آن توسط سی دابلیو خریداری شد و اولین پخش آن در ۱۰ ژوئیه ۲۰۱۸ بود. این سریال برای فصل سوم و چهارم نیز تمدید شد و در ۷ اکتبر ۲۰۲۱ به پایان رسید.